# Конфликт в Южном Ливане (1985—2000)

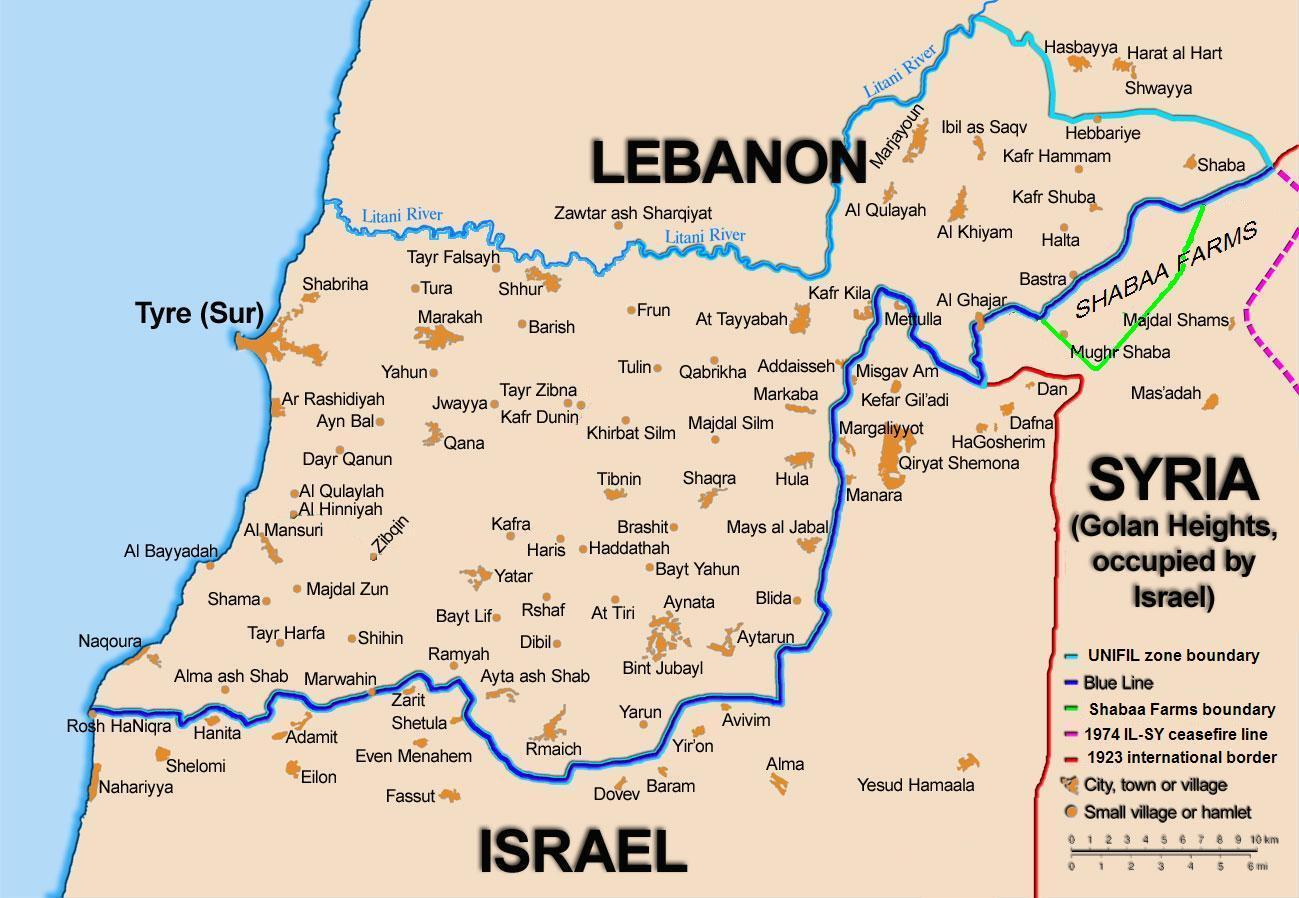
«Синяя линия» обозначает ливано-израильскую границу

Конфликт в Южном Ливане (или Конфликт в Зоне безопасности) — 15-летняя (1985—2000) война между ливанскими христиано-шиитскими ополченцами из Армии Южного Ливана (SLA), при военной и материально-технической поддержке Израиля, против ливанских мусульманских партизан во главе с поддерживаемой Ираном группировкой Хезболла, в пределах так называемой Зоны безопасности в Южном Ливане. Конфликт связан с переносом операций Организации освобождения Палестины (ООП) в Южный Ливан после Чёрного сентября в Иордании. Историческая напряжённость между палестинскими беженцами и ливанскими группировками способствовала ожесточённой внутриполитической борьбе в Ливане между различными фракциями. В свете этого конфликт в Южном Ливане может рассматриваться как часть гражданской войны в Ливане.
В более ранних конфликтах, включая операцию «Литани», Израиль пытался ликвидировать базы ООП в Ливане и поддержать ополченцев маронитов. Ливанская война 1982 года заставила ООП покинуть Ливан. Создание Зоны безопасности в Южном Ливане принесло пользу местным израильтянам, но дорого стоило палестинским и ливанским гражданским лицам. Несмотря на этот успех Израиля в деле искоренения баз ООП, израильское вторжение привело к конфликту с местными ливанскими ополченцами и к консолидации нескольких местных мусульманских шиитских движений в Ливане, включая Хезболлу и Амаль, ранее представлявших собой неорганизованные партизанские группировки. На протяжении многих лет военные потери обеих сторон росли, поскольку обе стороны использовали более современное вооружение, а Хезболла прогрессировала и в своей тактике. К началу 1990-х годов Хезболла при поддержке Сирии и Ирана стала ведущей группировкой в регионе, монополизировав партизанскую деятельность в Южном Ливане.
К 2000 году вновь избранный премьер-министр Израиля Эхуд Барак вывел израильские войска из Южного Ливана в течение года, в соответствии с резолюцией 425 Совета Безопасности ООН, принятой в 1978 году. Уход израильских солдат привёл к немедленному краху Армии Южного Ливана. Ливанское правительство и Хезболла по-прежнему считают вывод израильских сил неполным до тех пор, пока Израиль не уйдёт из ферм Шебаа. С тех пор Хезболла фактически взяла под свой контроль южную часть Ливана.

## Предыстория
После арабо-израильской войны 1948 года были подписаны соглашения о линиях прекращения огня при посредничестве ООН. Ливано-израильское соглашение создало линию прекращения огня, которая точно совпала с существующей международной границей между Ливаном и Палестиной от Средиземного моря до сирийского пограничного стыка на реке Хасбани. От этого стыка на Хасбани граница идёт по реке к северу через деревню Гаджар, затем на северо-восток, образуя ливано-сирийскую границу (южная линия от стыка представляет собой палестино-сирийскую границу 1923 года). Израильские войска захватили и оккупировали тринадцать деревень на ливанской территории во время конфликта, включая части Мердж-Аюн, Бинт-Джубайль и районы вблизи реки Литани, и отказались от соглашения о перемирии.
Хотя граница между Израилем и Ливаном оставалась относительно спокойной, записи в дневнике министра иностранных дел Израиля Моше Шарета указывают на сохранявшуюся напряжённость в этом районе. 16 мая 1954 года на совместном заседании старших должностных лиц министерств обороны и иностранных дел Бен Гурион поднял вопрос о Ливане в связи с возобновлением напряжённости между Сирией и Ираком и внутренними проблемами в Сирии. Моше Даян выразил свою энтузиазм по поводу вторжения в Ливан, оккупации необходимой территории и создания христианского режима, который был бы союзником Израиля.
Победа Израиля в Шестидневной войне 1967 года значительно расширила площадь, занятую израильскими войсками во всех соседних странах, за исключением Ливана, но зато расширила протяжённость границы между Ливаном и Израилем и привело к оккупации Голанских высот. Последующая экспансия Израиля в Ливан началась после выборов 1977 года, которые впервые привели к власти ревизионистскую партию Ликуд.

### Возникновение конфликта между Израилем и палестинскими боевиками
Начиная с конца 1960-х годов и особенно в 1970-х годах, после поражения Организации освобождения Палестины (ООП) в рамках Чёрного сентября в Иордании, палестинские беженцы, в том числе боевики, связанные с ООП, начали селиться в Южном Ливане. В регионе началось стремительное наращивание палестинского ополчения в условиях большой автономии, которую приобрели поселенцы. С середины 1970-х годов напряжённость между различными ливанскими группировками и палестинцами привела к гражданской войне.
После многочисленных нападений, совершённых палестинскими боевиками в 1970 году, которые только нарастали по мере развития ливанской гражданской войны, израильское правительство приняло решение реагировать. Желая уничтожить базы ООП, Израиль ненадолго вторгся в Ливан в 1978 году, но результаты этого вторжения были неоднозначными. ООП была отодвинута к северу от реки Литани, была создана буферная зона, чтобы не дать палестинцам вернуться, с размещением Временных сил ООН в Ливане (ВСООНЛ). Кроме того, Израиль создал второй буфер, заключив альянс с христианами из Свободной ливанской армии Саада Хаддада, первоначально базировавшимися в Мердж-Аюне и Клайя. С этого времени Израиль начал оказывать военную поддержку христианским ополченцам. В то же время действия Израиля получили негативную огласку в мировой прессе из-за бегства около 200 000 ливанцев (в основном шиитских мусульман) из региона в южный пригород Бейрут (это косвенно привело к тому, что сирийские силы в Ливане в конце июня обратились против христиан, что осложнило развитие гражданской войны в Ливане).

### Израильское вторжение 1982 года
В 1982 году израильские военные начали операцию «Мир для Галилеи» — полномасштабное вторжение на ливанскую территорию. Вторжение последовало за операцией «Литани» 1978 года, в результате которой Израиль завладел территорией вблизи израильско-ливанской границы. Вторжение было направлено на ослабление ООП как единой политической и военной силы, и в конечном итоге привело к выводу ООП и сирийских войск из Ливана. К концу этой операции Израиль получил контроль над Ливаном от Бейрута на юг и попытался установить в Бейруте про-израильское правительство, чтобы подписать с ним мирное соглашение. Однако эта цель не была реализована, отчасти из-за убийства президента Башира Жмайеля в сентябре 1982 года и отказа ливанского парламента одобрить соглашение. Вывод сил ООП в 1982 году из региона заставил некоторых ливанских националистов во главе с Ливанской коммунистической партией и движением Амаль начать сопротивление израильской армии. За это время некоторые члены Амаля начали формирование исламской группы, поддерживаемой Ираном, которая стала ядром будущего «исламского сопротивления» и в конечном итоге стала «Хезболлой».

## Ход конфликта

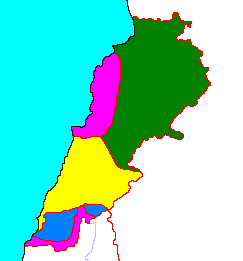
Соотношение сил в Ливане, 1983: зелёным — территории под контролем Сирии, лиловым — под контролем христианских группировок, жёлтым — под контролем Израиля, синим — под контролем ООН

Рост напряжённости конфликта привёл к вовлечению в него США после подрыва в апреле 1983 года посольства США в Бейруте. В ответ США поддержали Мирное соглашение 17 мая, пытаясь остановить военные действия между Израилем и Ливаном. Однако это соглашение в конечном итоге не было реализовано, и военные действия продолжились. В октябре в Бейруте были взорваны казармы морских пехотинцев США (ответственность за это была возложена на группы исламского сопротивления). После этого инцидента Соединённые Штаты вывели свои войска из Ливана.
К этому времени подрывы смертников стали все более серьёзной угрозой для Израильских сил обороны как в районе Бейрута, так и на юге. Среди наиболее серьёзных взрывов следует отметить два теракта в израильской штаб-квартире в Тире, в результате которых погибли 103 солдата, пограничника и разведчика, а также убито 49-56 ливанцев. Израиль считает, что эти действия были одними из первых организованных действий шиитских боевиков, которые позднее превратились в «Хезболлу». Впоследствии Израиль вывел войска с Шуфских гор, но продолжал занимать Ливан к югу от реки Авали.
В Южном Ливане началось увеличение числа исламских боевиков, начавших партизанские нападения на позиции израильских и про-израильских ополченцев. Израильские силы реагировали усилением мер безопасности и авиаударами, потери со всех сторон неуклонно росли. В вакууме, оставшемся после разгрома ООП, дезорганизованные исламские боевики в Южном Ливане начали консолидироваться. В этот период развивается Хезболла, как и другие шиитские группы («Палестинский исламский джихад», «Организация угнетённых на Земле» и Организация революционного правосудия).

### Отход Израиля в Зону безопасности

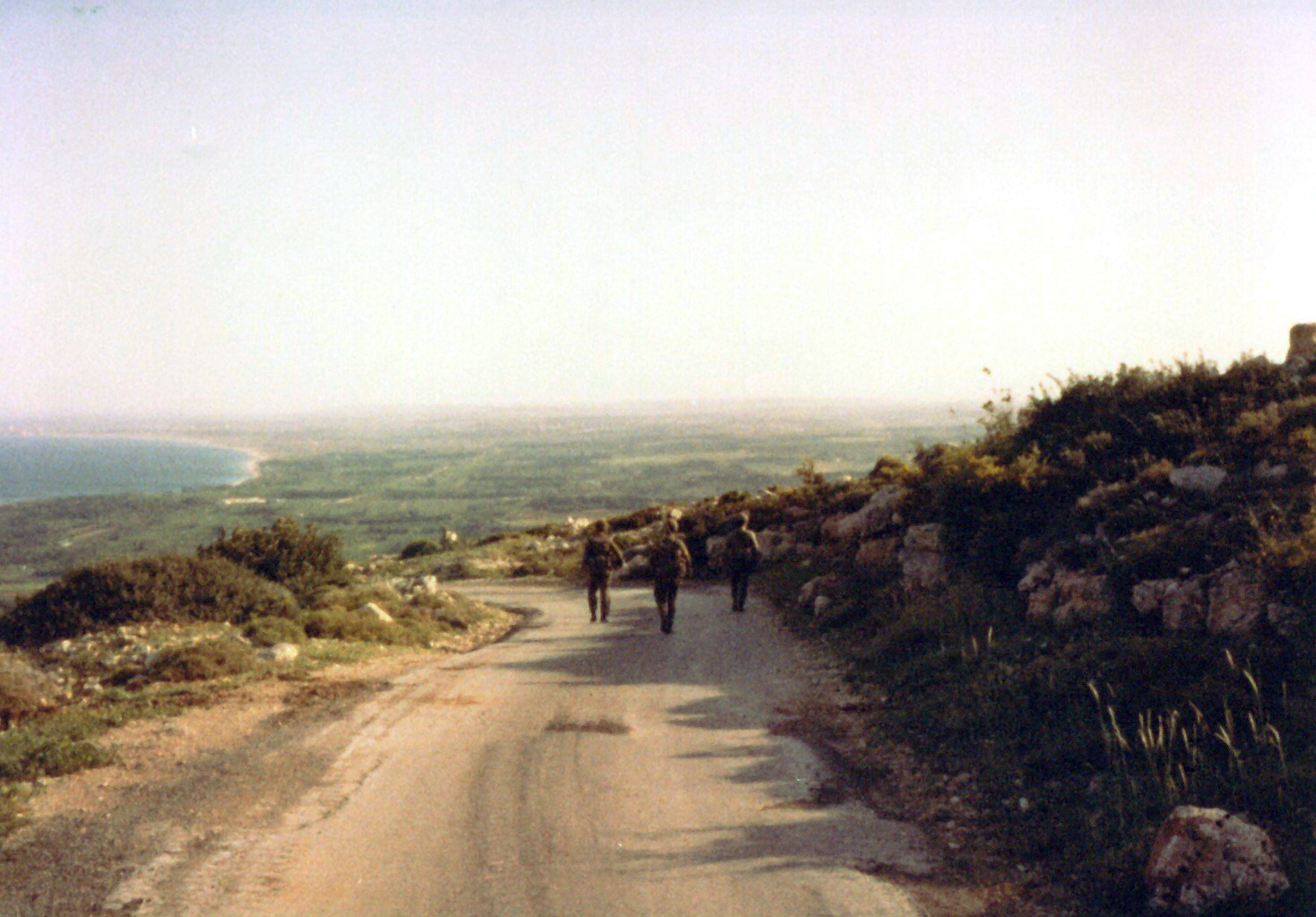
Израильский военный патруль возле Рас-Биады (1986)

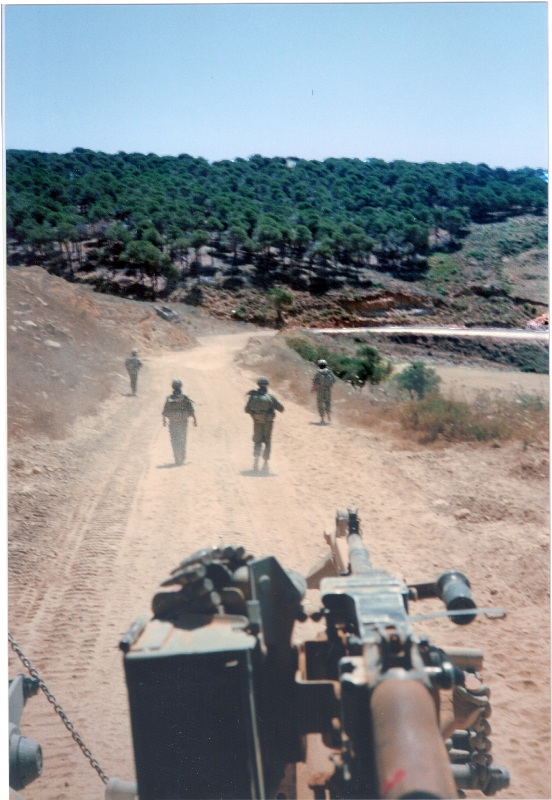
Израильский военный патруль вблизи Айшийе (1993)

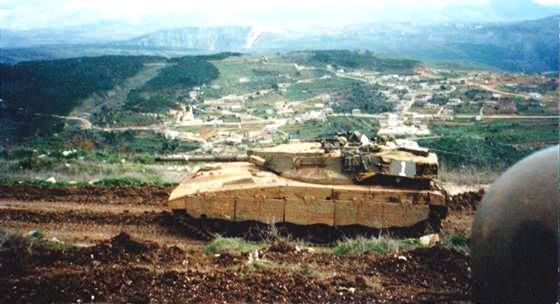
Позиция израильского танка в Шамис-аль-Уркуб недалеко от Айшийе (1997 год)

В феврале 1985 года Израиль выступила из Сидона и передала его ливанской армии, но попала в засаду: пятнадцать израильтян были убиты, сто пять ранены во время отвода войск. Десятки бойцов АЮЛ также были убиты. С середины февраля до середины марта израильтяне потеряли восемнадцать погибших и тридцать пять раненых. 11 марта израильские силы совершили рейд на город Зрария, убив сорок боевиков и захватив большой арсенал оружия. 9 апреля православная активистка Сирийской социал-националистической партии Сана’а Мхаидли направила заминированный автомобиль в израильский конвой, а на следующий день израильский солдат подорвался на мине. В тот же период израильские силы за пять недель уничтожили восемьдесят ливанских партизан. Ещё 1800 шиитов были взяты в плен. Израиль отступил из долины Бекаа 24 апреля, а из Тира 29-го, но продолжал занимать Зону безопасности в Южном Ливане.

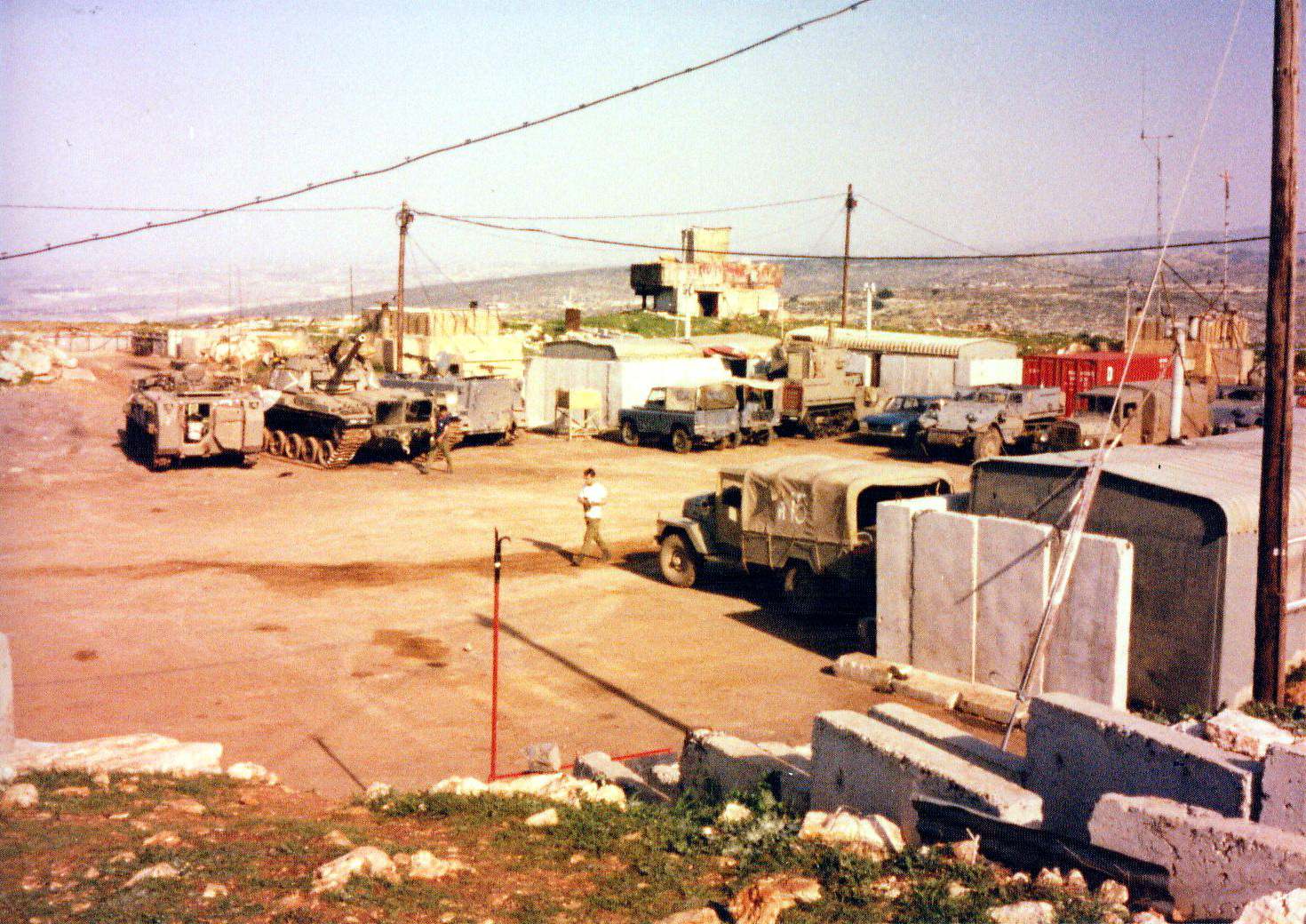
Пост израильской армии в Шакуф-аль-Хардун (1986)

### Начало конфликта в Зоне безопасности
В 1985 году Хезболла выпустила открытое письмо, в котором заявила, что мир разделен между угнетёнными и угнетателями. Притеснителями были названы в основном США и Израиль. Это письмо узаконило и подхлестнуло применение насилия против врагов ислама, в основном на Западе.
Силы Израиля и АЮЛ в Зоне безопасности стали подвергаться нападениям. Первый крупный инцидент произошёл в августе 1985 года, когда ливанские партизаны, предположительно из Амаля, заманили израильский конвой в засаду: в ходе перестрелки погибли два израильских солдата и трое нападавших.
Ливанские партизанские атаки, в основном организованные Хезболлой, нарастали. Борьба с израильской оккупацией включала в себя нападения партизан, атаки террористов-смертников и запуски самодельных реактивных ракет по гражданским объектам в Северном Израиле, в том числе в Кирьят-Шмоне. Эти запуски привели как к военным, так и к гражданским жертвам. Тем не менее, значительное количество ливанских партизан были убиты во время войны с израильскими войсками и силами АЮЛ, многие были захвачены в плен. Заключённых зачастую содержали под стражей в израильских военных тюрьмах или в следственном изоляторе Хиам, где задержанных нередко подвергали пыткам.

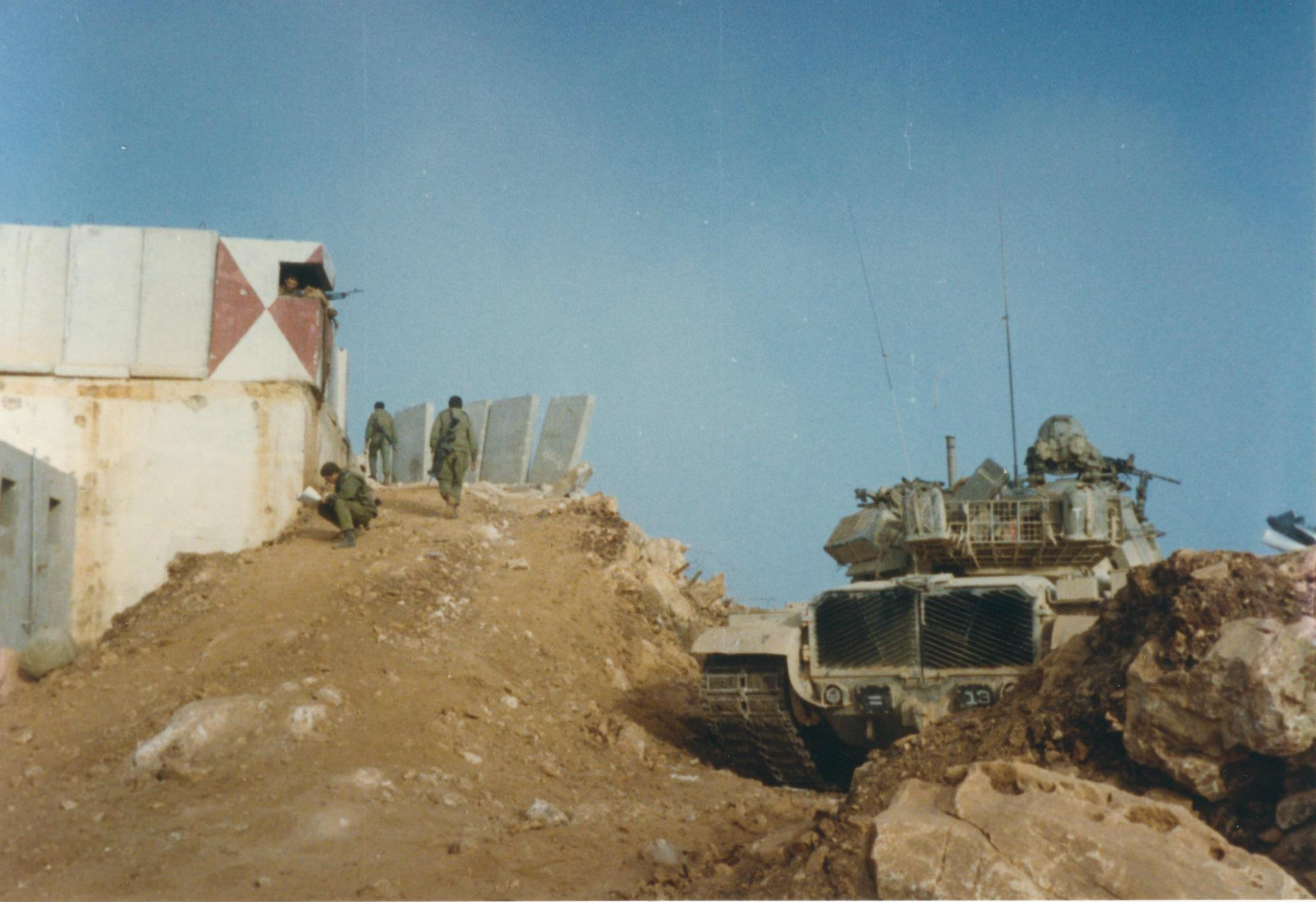
Пост АЮЛ (1987)

В 1987 году боевики Хезболлы штурмовали и захватили форпост АЮЛ в Брашите, в Зоне безопасности. Часть его защитников были убиты или взяты в плен, а флаг Хезболлы был поднят над укреплением. Танк «Шерман» был подорван, а бронетранспортёр M113 захвачен и торжественно сопровождён до Бейрута.
В мае 1988 года Израиль начал наступление под кодовым названием «Операция Закон и порядок», в котором 1500—2000 израильских солдат совершили рейд в район вокруг ливанской деревни Майдун. В течение двух дней боевых действий израильские войска убили пятьдесят боевиков Хезболлы, потеряв трёх погибших и семнадцать раненых.
После того, как Израиль уничтожил штаб Хезболлы в городе Марраке, террорист-смертник Хезболлы уничтожил израильский транспортный грузовик с солдатами на израильско-ливанской границе. В ответ израильские силы захватили двух боевиков и уничтожили ещё восемь.
28 июля 1989 года израильские коммандос захватили шейха Абдула Карима Обейда, лидера Хезболлы. Это привело к принятию резолюции 638 Совета Безопасности ООН, в которой были осуждены действия всех участников конфликта.

### Таифское соглашение
Ливанская гражданская война официально завершилась в 1989 году подписанием Таифского соглашения, но вооружённая борьба продолжалась по крайней мере до октября 1990 года, а в Южном Ливане — до 1991 года. Фактически продолжавшееся присутствие Израиля в Южном Ливане привело к переходу войны в вялотекущую стадию, со спорадическими вспышками.

### Конфликт после окончания гражданской войны

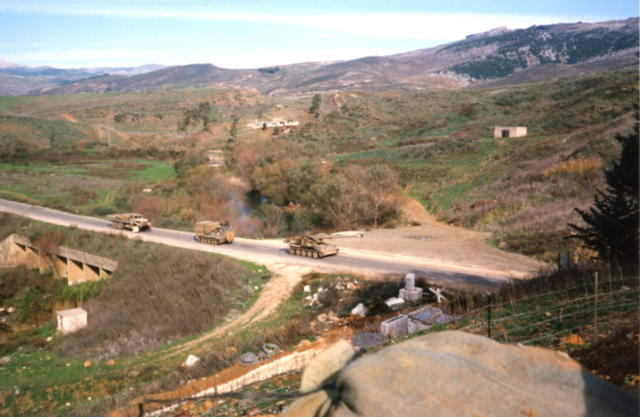
Израильский военный патруль, пересекающий мост Хардала на юге Ливана (1988 год)

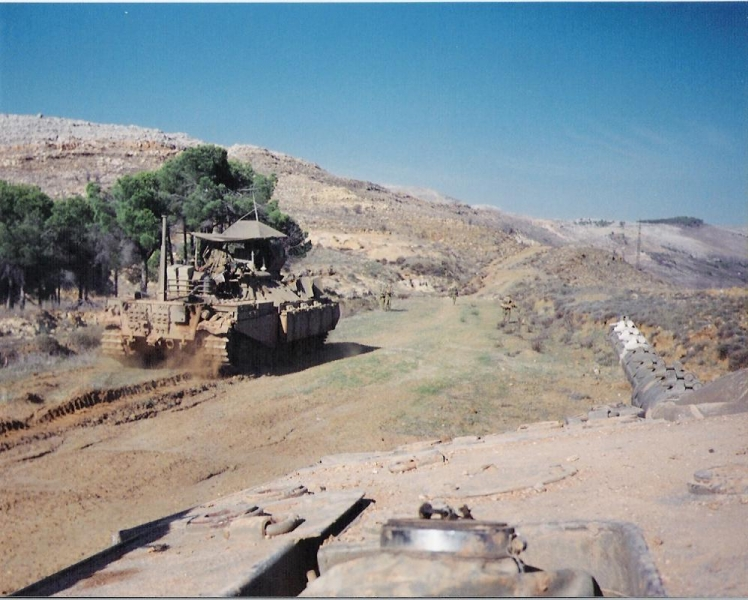
Израильский военный патруль между Айшийе и Райханом (1995 год)

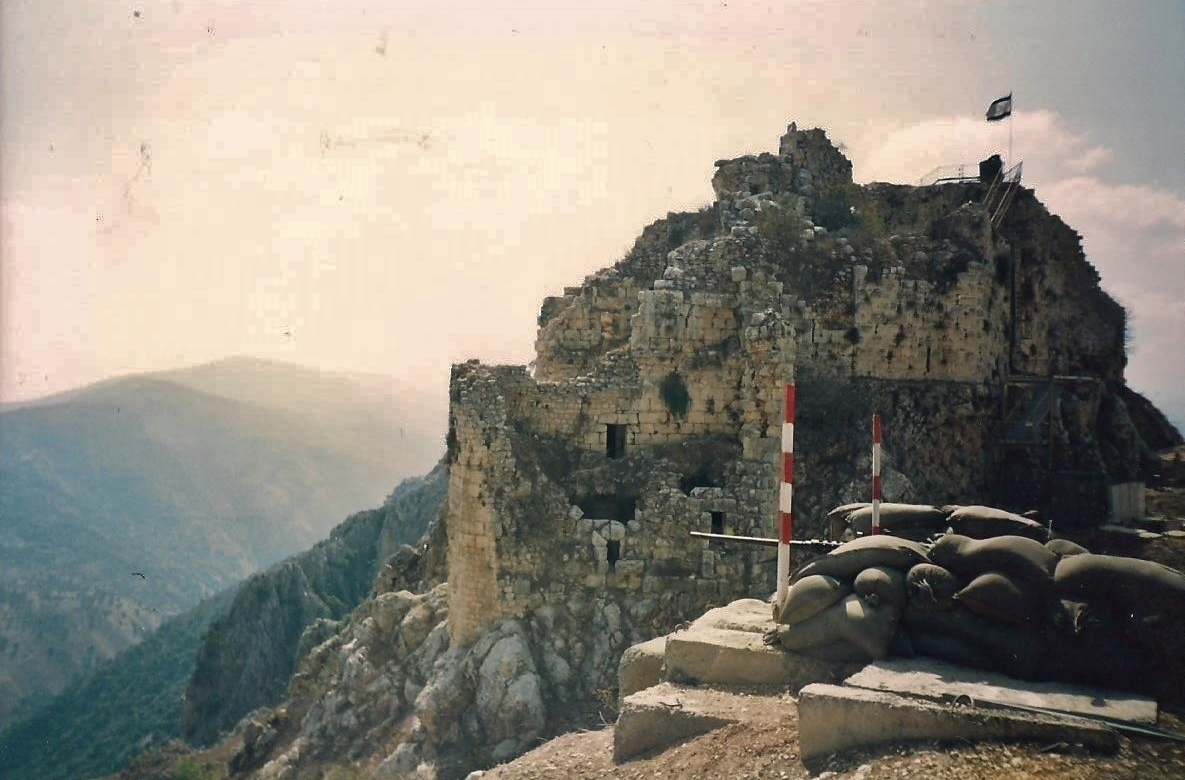
Северный израильский военный пост Бофорт (1995)

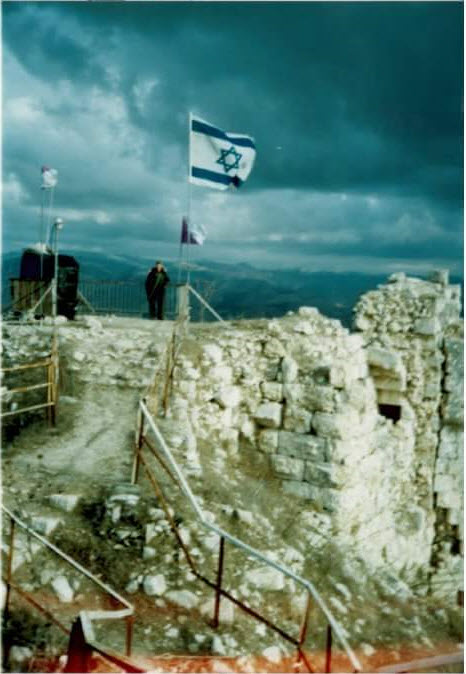
Военный пост Бофорт (1993 год)

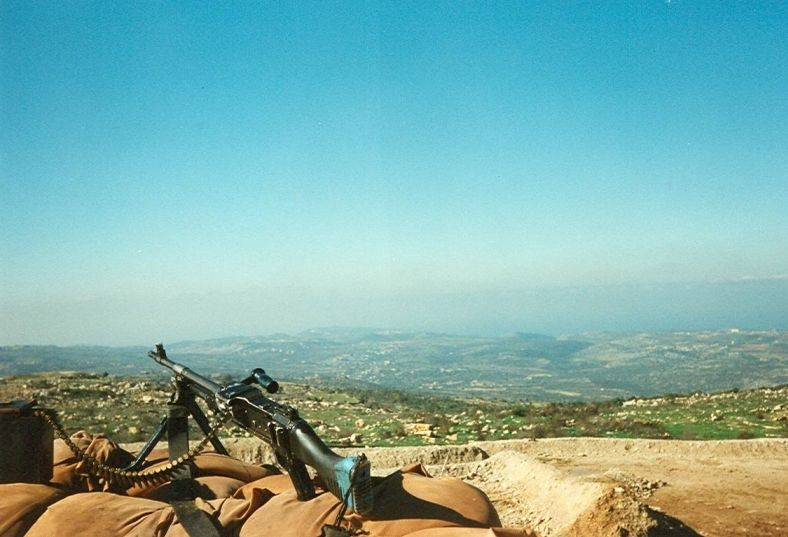
Израильский военный пост Карком в Ливане (1998 год)

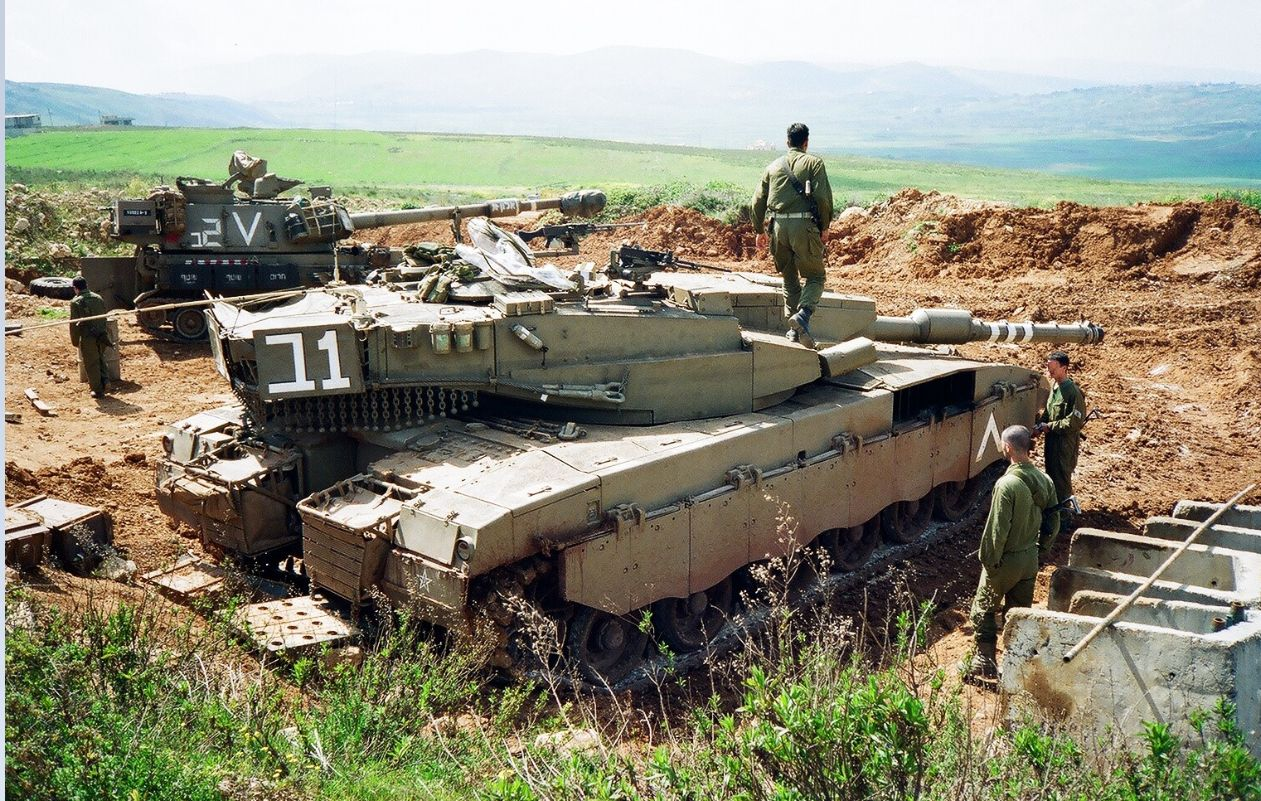
Израильский танк на юге Ливана (1998)

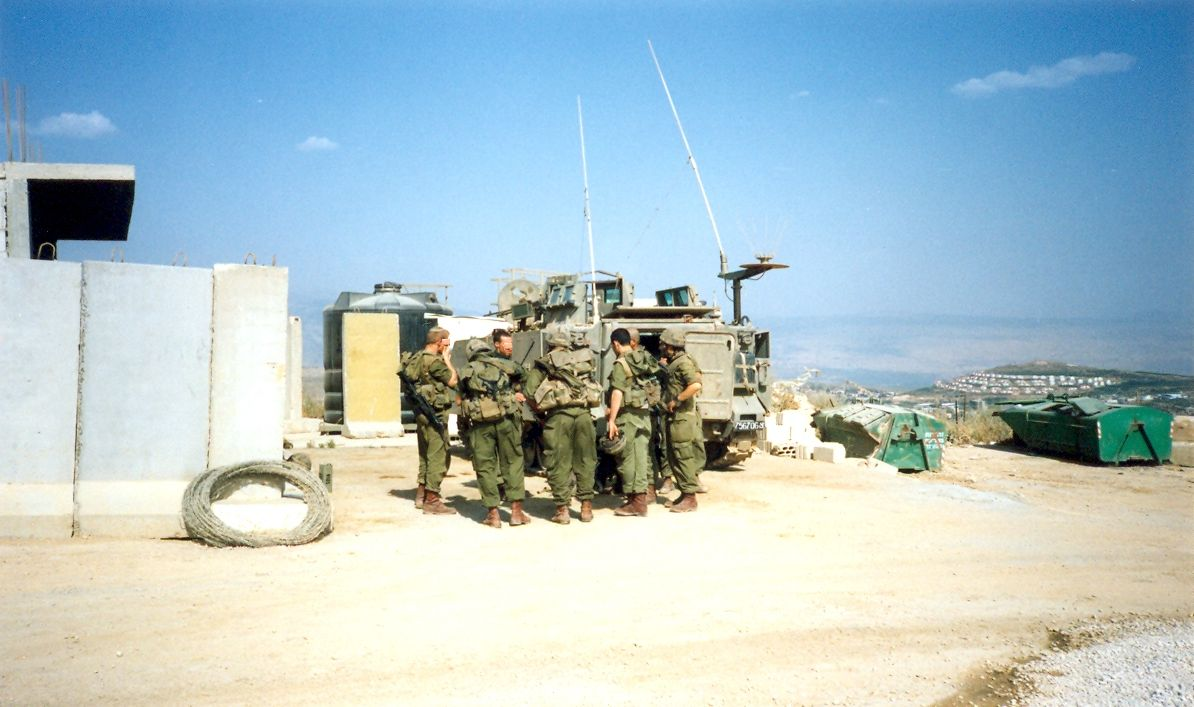
Израильский военный патруль на юге Ливана (1999 год)

Несмотря на то, что большинство конфликтов ливанской гражданской войны закончилось в течение нескольких месяцев после подписания Таифского соглашения, Израиль продолжал поддерживать военное присутствие в Южном Ливане. Следовательно, исламское сопротивление, главенствующую роль в котором играла Хезболла, продолжало операции на юге. 16 февраля 1992 года лидер организации Аббас аль-Мусави был убит вместе со своей женой, сыном и четырьмя охранниками, когда израильские боевые вертолёты AH-64 «Apache» выпустили три ракеты по его кортежу. Израильское нападение было возмездием за убийство трёх израильских солдат двумя днями ранее. Хезболла ответила ракетным огнём по израильской Зоне безопасности, после чего Израиль направил две бронированные колонны в цитадели Хезболлы в Кафре и Ятере. Мусави сменил Хасан Насралла. Одним из первых публичных заявлений Насраллы было обещание возмездия: если Израиль ударит по ливанским гражданским объектам, то Хезболла ответит нападениями на израильскую территорию. Между тем Хезболла продолжала нападения на израильские цели на территории Ливана. В Турции был взорван в автомобиле Эхуд Садан, начальник службы безопасности в посольстве Израиля.
В 1993 году боевые действия возобновились. Спустя месяц после обстрела боевиками Хезболла израильских городов и нападений на израильских солдат Израиль в июле 1993 года провёл семидневную операцию под названием «Операция «Сведение счётов»» против Хезболлы. Один израильский солдат и от восьми до пятидесяти боевиков были убиты в ходе операции, помимо них погибли двое израильских и сто восемнадцать ливанских гражданских лиц. После недели боев в Южном Ливане было подписано соглашение при посредничестве США, которое запрещало нападения на гражданские объекты обеих сторон.
Перемирие продлилось недолго. 17 августа произошёл обмен артиллерийскими ударами, а через два дня девять израильских солдат были убиты в результате двух нападений боевиков Хезболлы. Израиль ответил воздушными ударами по позициям Хезболлы, убив по меньшей мере двух боевиков.

### Продолжение конфликта в конце 1990-х годов
В мае 1994 года израильские коммандос похитили лидера Амаль Мустафу Дирани, а в июне израильский авиаудар против тренировочного лагеря убил 30-45 новобранцев Хезболлы. Хезболла ответила, выпустив четыре ракеты по объектам на севере Израиля.
14 декабря 1996 года бригадный генерал Эли Амитай, командующий израильскими силами в Зоне безопасности, был легко ранен, когда израильский конвой, в котором он ехал, попал в засаду в восточном секторе Зоны. Менее чем через неделю Амитай снова получил лёгкие ранения, когда Хезболла ударила из миномётов по позициям АЮЛ возле Брашита (Амитай посещал объект вместе с генерал-майором Амирамом Левином, главой Северного командования израильской армии).
В мае 1995 года четыре боевика Хезболлы были убиты в результате перестрелки с израильскими войсками при попытке проникнуть на израильские позиции.
Операция «Гроздья гнева» в 1996 году привела к гибели более ста пятидесяти мирных жителей и беженцев, причём большинство из них погибли в обстреле базы ООН в Кане. В течение нескольких дней между Израилем и Хезболлой было достигнуто соглашение о прекращении огня, обязывающее избегать жертв среди гражданского населения, однако борьба продолжилась спустя два месяца. В ходе боевых действий погибло четырнадцать боевиков Хезболлы, около десятка сирийских солдат и три израильских солдата.
В декабре 1996 года два солдата АЮЛ были убиты за три дней боевых действий, один боевик Хезболлы также был убит израильскими солдатами.
4 февраля 1997 года два израильских транспортных вертолёта столкнулись в Северном Израиле, ожидая разрешения на вылет в Ливан. В результате катастрофы погибло 73 солдата Израиля. 28 февраля один израильский солдат и четыре боевика Хезболлы были убиты в ходе боёв.
В течение 1997 года израильский спецназ помешал попыткам Хезболлы проникнуть в Зону безопасности и заложить придорожные мины. Воодушевлённые этими успехами, израильские коммандос начали проводить рейды к северу от Зоны, рассчитывая убить командиров Хезболлы. В одном рейде, проведённом в ночь на 3-4 августа 1997 года, солдаты совершили налёт на деревню Кфур и заложили три фугаса, на которых подорвались пять боевиков Хезболлы, включая двух командиров. Однако 28 августа в Вади-Салуки произошёл крупный бой, когда спецназ натолкнулся на позиции Амаля. Хотя были убиты четыре боевика Амаля, израильский обстрел района привёл к гибели четырёх израильских солдат.
5 сентября 1997 года рейд шестнадцати израильских коммандос потерпел неудачу после того, как спецназовцы наткнулись на засаду Хезболлы и Амаля. В бою был убит командир подполковник Йосси Коракин и несколько бойцов. Оставшиеся в живых запросили помощи и Израиль немедленно отправил спасательную команду на двух вертолётах CH-53. Команда эвакуировала погибших и выживших под прикрытием авиаударов. Однако боевики предприняли контратаку с использованием миномётов. Бой закончился, когда Израиль, связавшись с правительством США и передав сообщение в Сирию, а оттуда в Хезболлу, пригрозил ответить массированной атакой, если Хезболла попытается помешать операции спасения. В результате Хезболла и Амаль прекратили атаку. Итогом боя стала гибель двенадцати израильтян, шести боевиков Хезболлы и Амаля и двух ливанских солдат. В 2010 году Хасан Насралла заявил, что Хезболла сумела взломать израильский БПЛА, пролетавший над Ливаном, и таким образом узнала маршрут коммандос, что позволило подготовить засаду. 13-14 сентября рейды израильской армии в Ливане привели к уничтожению ещё четырёх боевиков Хезболлы и шести ливанских солдат.
12 сентября 1997 года три боевика Хезболлы были убиты в засаде израильского спецназа на краю Зоны безопасности. Одним из них был Хади Насралла, сын Хасана Насраллы. 25 мая 1998 года останки израильского солдата, убитого в результате неудачного рейда коммандос, были обменены на шестьдесят пять ливанских заключённых и тела сорока боевиков Хезболлы и ливанских солдат, захваченных Израилем. Среди тел, возвращённых в Ливан, были и останки Хади Насраллы.
В течение 1998 года в Южном Ливане был убит двадцать один израильский солдат. Израиль предпринял согласованную кампанию по ограничению возможностей Хезболлы, а 2 декабря 1998 года израильские военные убили Захи Наима Хадра Ахмеда Махаби, эксперта по взрывчатым веществам Хезболлы, к северу от Баальбека.
23 февраля 1999 года подразделение израильского десанта в ночном патруле попало в засаду на юге Ливана. Майор Эйтан Балахсан и два лейтенанта были убиты, ещё пять солдат ранены.
Менее чем через неделю (28 февраля) на дороге между Кфар-Ка’уркабе и Арнуном в оккупированной Израилем Зоне безопасности взорвалась придорожная мина. Бригадный генерал Эрез Герштейн, командир Бригады Голани и глава отдела связи в Ливане, был убит (это наиболее высокопоставленный израильский офицер, служивший в Ливане на тот момент), как и двое израильских солдат и один израильский журналист.
В мае 1999 года подразделения Хезболлы атаковали 14 израильских солдат и бойцов ОЮЛ на юге Ливана. Форпост АЮЛ Бейт-Ягун был захвачен, а один солдат АЮЛ взят в плен. Боевики Хезболлы также захватили трофейный БТР. Затем этот район был подвергнут бомбардировке ВВС Израиля. Захваченный БТР был торжественно провезён через южный пригород Бейрута.
В августе 1999 года Али Хасан Дееб, более известный как Абу Хассан, лидер спецслужб Хезболлы, был убит в ходе израильской военной операции. Дееб передвигался в автомобиле близ Сидона, когда две придорожные мины были взорваны дистанционным сигналом БПЛА над его головой.
В целом, в течение 1999 года было убито несколько десятков боевиков Хезболлы и Амаля, двенадцать израильских солдат и один гражданский.

### 2000: вывод израильских войск

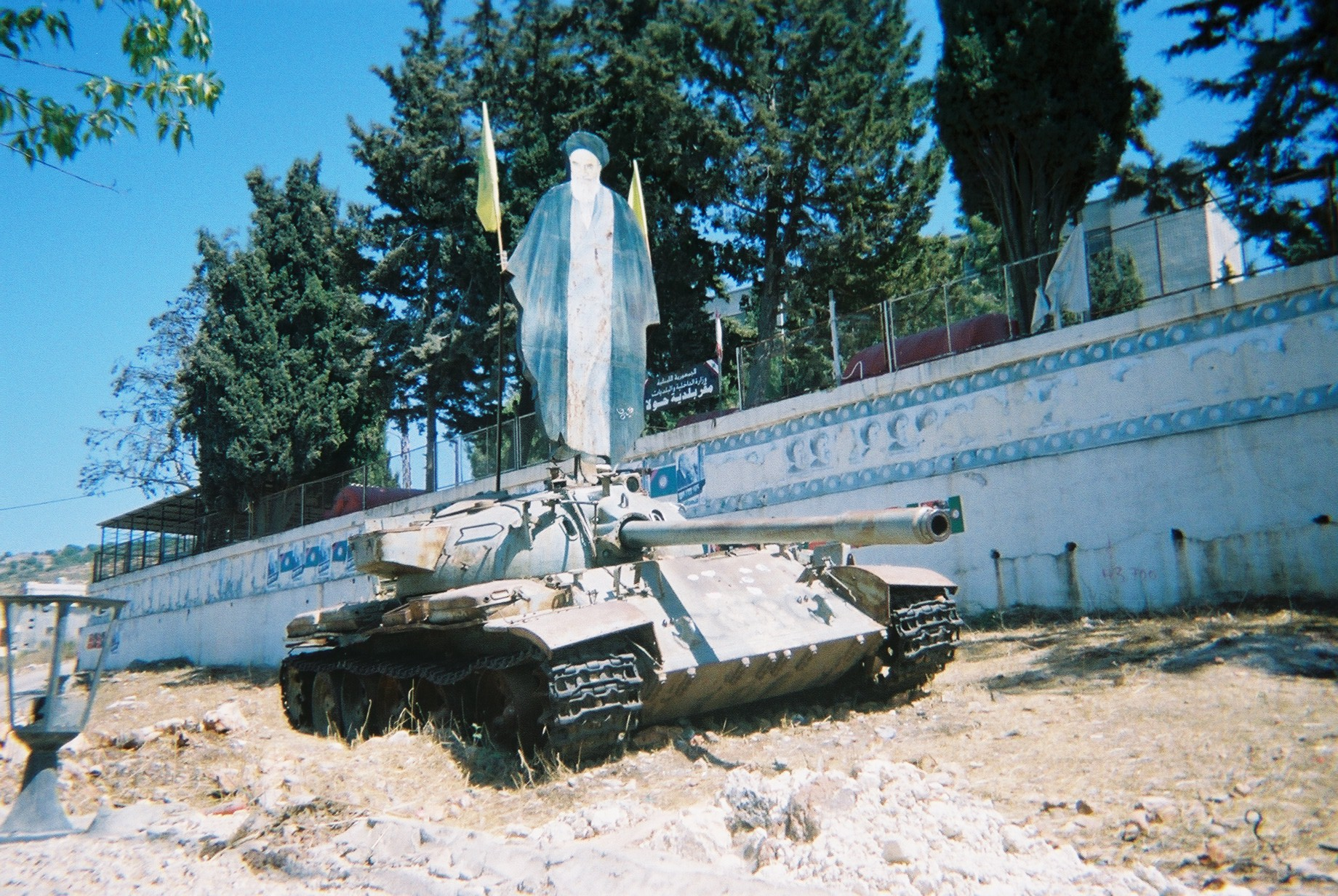
Захваченный танк АЮЛ с деревянной фигурой аятоллы Хомейни в деревне Хула

В июле 1999 года Эхуд Барак стал премьер-министром Израиля, пообещав, что Израиль в одностороннем порядке выйдет на международную ливано-израильскую границу к июлю 2000 года. До этого многие считали, что Израиль выйдет из Южного Ливана лишь после достижения соглашения с Сирией.
В январе 2000 года боевики Хезболлы убили командующего Западной бригадой сухопутных войск Ливана полковника Акла Хашима у себя дома в Зоне безопасности. Хашим отвечал за повседневную работу АЮЛ. После этого убийства в руководстве АЮЛ начались конфликты. Выслеживание и убийство Хашима было задокументировано шаг за шагом, а кадры операции транслировались на телеканале Хезболлы. Операция и то, как она была представлена в средствах массовой информации, нанесла сокрушительный удар по моральному духу АЮЛ.
Весной 2000 года атаки Хезболлы значительно активизировались, боевики регулярно атаковали израильские аванпосты на оккупированной территории Ливана. В качестве подготовки к основному плану вывода, израильские силы начали отходить с передовых позиций в Зоне безопасности. 24 мая Израиль объявил, что он выведет все войска из Южного Ливана. Все израильские силы покинули Ливан к концу следующего дня, более чем за шесть недель до установленного предельного срока 7 июля.
Вывод израильских войск привёл к краху АЮЛ и стремительному продвижению сил Хезболлы в этот район. Когда Израильские силы обороны отошли, тысячи ливанцев-шиитов устремились на юг, чтобы вернуть свои поселения. Этот вывод считался победой Хезболлы и повысил её популярность в Ливане. Тем не менее, правительство Ливана и Хезболла заявляют, что Израиль по-прежнему удерживает фермы Шебаа, небольшой участок территории на границе Ливана, Израиля и Сирии, со спорным суверенитетом.
Поскольку правительство Ливана, поддерживаемое сирийцами, отказалось разграничить свою границу с Израилем, Израиль в одностороннем порядке связался с картографами ООН во главе с региональным координатором Терье Рёд-Ларсеном, чтобы подтвердить, что Израиль отступил со всех оккупированных ливанских территорий. 16 июня 2000 года Совет Безопасности ООН пришёл к выводу, что Израиль действительно отозвал свои войска из Ливана в соответствии с резолюцией 425 (1978) Совета Безопасности.
Израиль рассматривал этот шаг как тактический уход, поскольку всегда считал Зону безопасности буферной зоной для защиты граждан Израиля. Покончив с оккупацией, кабинет Барака предположил, что это улучшит его имидж во всём мире. Эхуд Барак утверждал, что «Хезболла пользовалась бы международной легитимностью в борьбе с иностранным оккупантом», если бы израильтяне в одностороннем порядке не покинули Ливан.

## Последствия

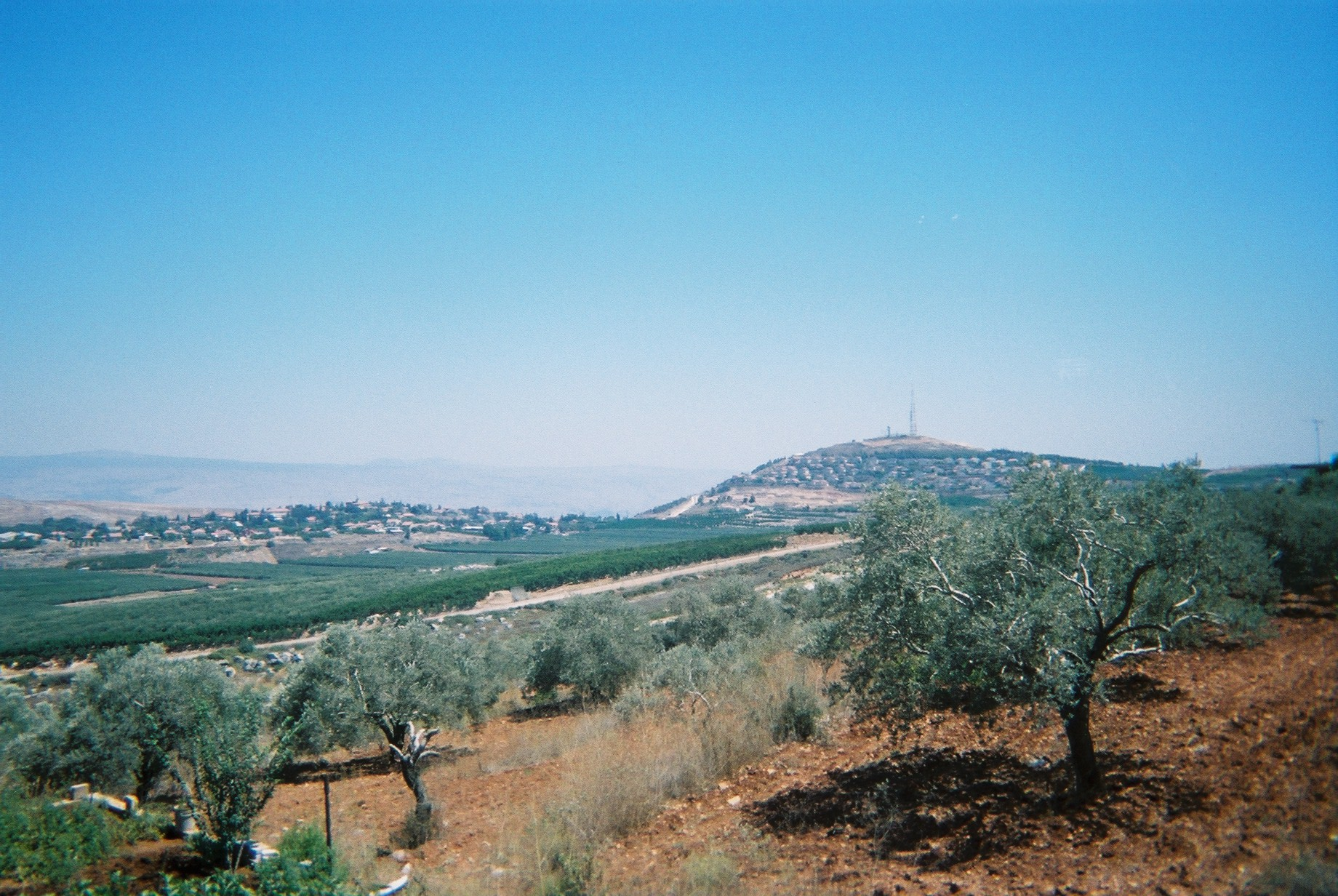
Израильский аванпост в 2007 году, со стороны Ливана

После ухода Израиля из Южного Ливана существовал риск, что Хезболла организует репрессии против христиан, поддерживавших Израиль в период оккупации. Во время и после вывода около 10 000 ливанцев, в основном христиан-маронитов, бежали в Галилею. Хезболла позже встретилась с ливанскими христианскими священнослужителями, чтобы убедить их в том, что уход Израиля является победой Ливана как нации, а не только одной секты или ополчения.
Спокойствие, вызванное выводом израильских войск, продолжалось недолго. 7 октября 2000 года, с позиций в Южном Ливане, Хезболла напала на Израиль. В ходе трансграничного рейда были атакованы и похищены трое израильских солдат, патрулировавших ливанскую границу. Обстановка обострилась после двухмесячных артиллерийских обменов между Израилем и Хезболлой, главным образом на хребте Хермон. Тела похищенных солдат были возвращены в Израиль в обмен на 450 ливанских заключённых, содержавшихся в израильских тюрьмах, в январе 2004 года.

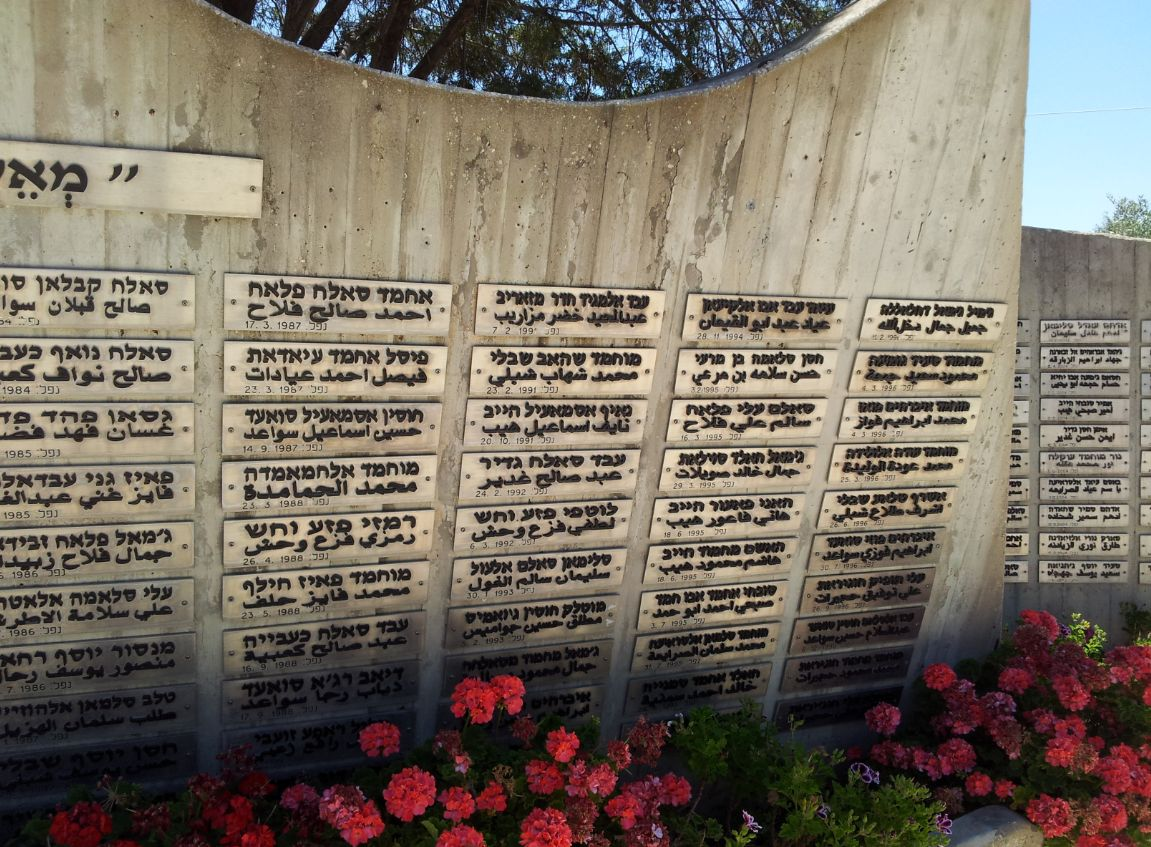
Мемориал израильским солдатам, погибшим в конфликте

В июле 2006 года Хезболла вновь совершила трансграничный рейд, обстреляв израильские города и деревни. Во время рейда боевикам удалось похитить двух израильских солдат и убить ещё восемь человек. В ответ Израиль начал ливанскую войну 2006 года, чтобы спасти похищенных солдат и создать буферную зону в Южном Ливане.